# سارقة الكتب (فلم)
سارقة الكتاب (بالإنجليزية: The Book Thief) هو فيلم دراما أمريكي صدر سنة 2013 مستوحى من الرواية التي تحمل نفس الاسم للكاتب ماركوس زوساك. الفيلم من إخراج براين بيرسيفال، كتابة مايكل باتروني، موسيقى من تلحين جون ويليامز وبطولة صوفي نيلسي، جيوفري راش وإميلي واتسون.

## طاقم التمثيل
- صوفي نيلسي في دور ليزيل ممنجير
- جيوفري راش في دور هانس هابرمان
- إميلي واتسون في دور روزا هوبيرمان
- بن شنيزير في دور ماكس فاندينبيرغ
- نيكو ليرش في دور رودي شتاينر
- ساندرا نيديليف في دور سارة
- رافائيل جاريسين في دور والتر كوغلر
- روجر ألام في دور الراوي
- باربرا أور في دور إيلزا هارمان
- هايك ماكاتش في دور والدة ليسل

## القصة
تدور أحداث قصة الفيلم حول الطفلة ليزيل (صوفي نيلسي) التي تتبناها عائلة (جيوفري راش وإميلي واتسون) منذ أن كانت في التاسعة من عمرها، حيث عاشت معهم في أحد أحياء الطبقة العاملة الألمانية خارج مدينة ميونخ وقت الحرب العالمية الثانية. وفي ذلك الحي تعتاد ليزيل على سرقة الكتب من المكتبات ثم بيعها، وبمرور الوقت تتعلم القراءة وتبدأ في قراءة الكتب التي تسرقها إلى الأصدقاء والجيران أثناء الغارات الجوية، ومن تلك اللحظة تنشأ بينها وبين الكتب علاقة حب قوية.

## الأستقبال النقدي
الفيلم حاصل على نسبة 49% على روتن توميتوز بناءً 95 مراجعة. كان الإجماع النقدي للموقع: «الفيلم آمن جداً بالنسبة لوقوعه في ألمانيا النازية، سارقة الكتب يواجه قيوده بأسلوب محترم وأداء قوي.» أما على ميتاكريتيك فهو حاصل على متوسط تقييم 53 من 100 بناءً على 29 مراجعة.

## الإنتاج
بعد بحث عالمي لممثلة تقوم بدور ليزيل ممنجير، وقع الإختيار على الممثلة الكندية صوفي نيلسي في 4 فيفري 2013 لتأدي بطولة الفيلم مع جيوفري راش وإميلي واتسون في دور الوالدين. وبدأ التصوير في استوديوهات بابلسبيرغ في مدينة بوتسدام في ألمانيا في مارس 2013. وفي شهر أوت تم إصدار أول فيديو إشهاري للفيلم. كما أعلن ماركوس زوساك، كاتب رواية سارقة الكتب  عدة مرات في مدونته عن تفاصيل حول إنتاج الفيلم.

## الإصدار
كان من المقرر إصدار الفيلم عام 2014، ولكن تم عرضه سينمائيا بشكل محدود في 8 نوفمبر 2013، ويرجع ذلك إلى حقيقة أنه تم الانتهاء من إنتاجه قبل الموعد المحدد، وأيضا للمنافسة في موسم جوائز 2013-14 . عُرض لأول مرة في مهرجان ميل فالي السينمائي في 3 أكتوبر 2013 وأيضا عرض في مهرجان سافانا السينمائي يوم 29 أكتوبر 2013. وتم اطلاقه بشكل واسع في 27 نوفمبر 2013.

## الجوائز
| الجائزة                     | الفئة                                                  | المرشح       | النتيجة |
| --------------------------- | ------------------------------------------------------ | ------------ | ------- |
| جوائز اختيار النقاد للأفلام | أفضل الشباب ممثل / ممثلة                               | صوفي نيلسي   | رُشِّح     |
| جائزة الجولدن جلوب          | أفضل موسيقى تصويرية                                    | جون ويليامز  | رُشِّح     |
| مهرجان هوليوود السينمائي    | تحت الأضواء                                            | صوفي نيلسي   | فوز     |
| جمعية فينيكس لنقاد السينما  | أفضل أداء من قبل الشباب في دور مساعد أو قيادي - الإناث | صوفي نيلسي   | فوز     |
| جائزة ستالايت               | أفضل ممثلة مساعدة                                      | إميلي واتسون | رُشِّح     |
| جائزة ستالايت               | أفضل موسيقى تصويرية                                    | جون ويليامز  | رُشِّح     |
| جائزة ستالايت               | أفضل ممثل قادم                                         | صوفي نيلسي   | فوز     |

## روابط خارجية
- الموقع الرسمي
- مقالات تستعمل روابط فنية بلا صلة مع ويكي بيانات